# 531 г. пр.н.е.

## Събития

### В Азия

#### В Персийската империя
- Цар на Персийската (Ахеменидска) империя е Кир II Велики (559 – 530 г. пр.н.е.).[1]
- Престолонаследникът Камбис е цар на Вавилон, но реалната власт в сатрапия Вавилония се осъществява от сатрапа Губару.[2]

### В Африка

#### В Египет
- Фараон на Египет е Амасис II (570 – 526 г. пр.н.е).[3]

### В Европа
- Преселници или бегълци от тиранията на остров Самос основават колонията Дикеархия (Поцуоли) в Кампания.[4]